# Archikatedra Matki Boskiej Zwycięskiej w Maseru
Archikatedra Matki Boskiej Zwycięskiej w Maseru – katedra diecezjalna archidiecezji Maseru w stolicy Lesotho.

## Historia
Świątynia kościoła rzymskokatolickiego zbudowana w 1958 roku. Jest  główną siedziba Archidiecezji  Maseru, na mocy  bulli "Etsi priors" wydanej w 1961 roku przez papieża Jana XXIII. Obecnie arcybiskupem jest  Gerard Tlali Lerotholi. Świątynia została zbudowana w północnej części stolicy i jest jedną z dominujących budowli w mieście.

## Wizyta papieża Jana Pawła II
Podczas swojej podróży po kilku krajach afrykańskich w 1988 roku 15 września Jan Paweł II spotkał się w Katedrze z kapłanami, siostrami zakonnymi i seminarzystami.